# Rio das Pedras (vattendrag i Brasilien, Santa Catarina)
Rio das Pedras är ett vattendrag i Brasilien.   Det ligger i delstaten Santa Catarina, i den södra delen av landet, 1 300 km söder om huvudstaden Brasília.
I omgivningarna runt Rio das Pedras växer huvudsakligen savannskog. Runt Rio das Pedras är det ganska tätbefolkat, med 72 invånare per kvadratkilometer.